# Kampung Durian
Kampung Durian is een bestuurslaag in het regentschap Aceh Tamiang van de provincie Atjeh, Indonesië. Kampung Durian telt 2781 inwoners (volkstelling 2010).